# Vicenza (tỉnh)
Tỉnh Vicenza (Provincia di Vicenza) là một tỉnh trong vùng Veneto phía bắc Ý. Tỉnh lỵ là thành phố Vicenza.
Tỉnh có diện tích 2.723 km², và tổng dân số 840.000 người (năm 2006). Có 121 comuni (khu tự quản) trong tỉnh. Các thị xã quan trọng trong tỉnh gồm Bassano del Grappa, Montecchio Maggiore, Torri di Quartesolo, Schio, Noventa Vicentina, Thiene, Marostica, Lonigo, Arzignano, và Valdagno.